# Gmina Chorkówka
Die Gmina Chorkówka ist eine Landgemeinde im Powiat Krośnieński der Woiwodschaft Karpatenvorland in Polen. Ihr Sitz ist das gleichnamige Dorf mit etwa 850 Einwohnern.

## Gliederung
Zur Landgemeinde (gmina wiejska) Chorkówka gehören folgende 14 Dörefr mit einem Schulzenamt:
Bóbrka
Chorkówka
Draganowa
Faliszówka
Kobylany
Kopytowa
Leśniówka
Machnówka
Poraj
Sulistrowa
Szczepańcowa
Świerzowa Polska
Zręcin
Żeglce